# 길버트 오설리반
길버트 오설리반(Gilbert O'Sullivan, 1946년 12월 1일 ~ )은 아일랜드의 싱어송라이터로 1970년대 초에 〈Alone Again (Naturally)〉, 〈Clair〉 그리고 〈Get Down〉을 포함한 히트곡으로 가장 중요한 성공을 거두었다. 오설리반의 노래들은 종종 그의 독특하고 타악적인 피아노 연주 스타일과 단어 놀이를 이용한 관찰적인 가사로 특징지어진다.
아일랜드 워터포드에서 태어난 오설리반은 어렸을 때 영국 스윈던에 정착했다. 1967년, 오설리반은 음악계에서 경력을 쌓기 시작했다. 전 세계적으로 6곡의 1위 곡을 포함해 톱 40에 16곡이나 올랐는데, 그 중 첫 곡은 1970년대 〈Nothing Rhymed〉였다. 그의 경력 동안, 그는 19개의 스튜디오 음반을 녹음했는데, 이는 2018년 영국에서 자신의 20위 안에 드는 기록이다. 음악 잡지 《레코드 미러》는 그를 1972년 최고의 영국 남성 가수로 뽑았다. 그는 1973년 "올해의 작곡가상"을 포함하여 아이버 노벨로 어워드를 세 번 수상했다.

## 어린 시절
레이먼드 에드워드 오설리반은 1946년 12월 1일, 아일랜드 워터포드의 코크 로드에서 태어났다. 그는 6명의 아이들 중 한 명이었고, 그의 어머니 메이는 사탕 가게를 운영했고, 그의 아버지는 클로버 미트의 정육점 주인이었다. 오설리반 부부는 영국에서 일자리를 제안받아서 이민을 갔다. 레이먼드의 가족은 7살 때 런던 배터시로 이주했고, 1년 후 윌트셔주 스윈던으로 이주했다. 레이먼드는 이곳에서 피아노를 연주하기 시작했고, 나중에 이렇게 설명했다. "나는 노동자 계급 출신이지만, 우리는 항상 피아노를 가지고 계신 부모님의 생각은 만약 당신의 아이들 중 한 명이 피아노를 연주할 수 있다면, 당신은 돈을 벌 수 있을 것이다"라고 설명했다. 오설리반이 음악 이론에 매료되지 않고 대신 귀로 듣고 연주했기 때문에 피아노 레슨을 받으러 가는 기간은 짧았다. 레이먼드의 아버지는 스윈던으로 이주한 지 2년 만에 사망했다.
레이먼드는 스윈던 대학에서 그래픽 디자인을 전공하기 전에 세인트 조셉 가톨릭 대학에 다녔다. 이곳에서 그는 두들스, 퍼펙츠를 포함한 여러 세미프로 밴드와 함께 연주했으며, 말콤 마벳 (기타), 키스 레이 (베이스), 릭 데이비스 (창업자)와 함께 릭 블루스라는 밴드의 드러머로 활동했다. 나중에 슈퍼트램프를 설립한 데이비스는 오설리반에게 드럼과 피아노를 모두 연주하는 법을 가르쳤다. 오설리반의 드럼은 그의 피아노 연주 스타일을 알려줬는데, 그것은 종종 뚜렷하고 타악적인 피아노 패턴을 사용한다. 오설리반은 "왼손이 높은 모자를 치고 있고 오른손이 올무"라고 설명했다. 그는 작곡가로써 비틀즈와 연주자로써 밥 딜런의 영향을 많이 받아 곡을 쓰기 시작했다.

## 음악 경력
1967년, 오설리반은 음악 경력을 추구하기 위해 스윈던에서 런던으로 이사했다. 음반 계약을 따기로 결심하고 눈에 띄고자 한 그는 푸딩 대야 머리 모양, 천 모자, 짧은 바지 등으로 눈길을 끄는 비주얼 이미지를 만들었다. 오설리반은 무성영화에 대한 그의 사랑이 외관에 영감을 주었다고 말했다. 그는 CBS 레코드의 하우스 퍼블리싱 회사인 에이프릴 뮤직과 5년 계약을 맺었는데, 스티븐 셰인은 오페레타 작곡가 길버트와 설리번의 이름으로 자신의 이름을 레이에서 길버트로 바꾸자고 제안했다. 그는 12파운드(2022년 기준 200파운드 상당)의 선금을 받고 피아노를 구입했다. 그는 트레멜로스, 마멀레이드, 러브 어페어를 제작한 A&R 매니저 마이크 스미스와 계약했다.
1967년 11월, 마이크 스미스가 프로듀싱한 싱글 〈Disappear〉가 싱글로 발매됐다. 1968년 4월에 발매된 그의 두 번째 싱글 〈What Can I Do〉와 마찬가지로 차트에 오르지 못했다. 1969년 아일랜드의 레코드 레이블 메이저 마이너로 바꾸면서 세 번째 싱글 〈Mr. Moody's Garden〉이 나왔지만 다시 한번 성공을 거두지 못했다. 오설리반은 톰 존스와 잉글버트 험퍼딩크의 매니저인 고든 밀스에게 데모 테이프를 보냈고, 그 후 오설리반은 밀스의 새로운 레이블인 MAM 레코드와 계약을 맺었다. 밀스는 오설리반이 직접 만든 이미지를 싫어했다고 전해지지만, 오설리반은 처음에 그것을 사용하기를 고집했다. 오설리반 특유의 시그니처 룩은 많은 관심을 끌었고, 비스토 키즈와 비교되는 모습을 자주 볼 수 있었다. 1971년 인터뷰에서 오설리반은 자신의 외모에 대한 생각을 설명했다. "우리 어머니는 닐 영의 외모, 머리카락 그리고 모든 것을 싫어하기 때문에 아마 그를 좋아하지 않을 것입니다. 만약 여러분이 여러분의 외모에 관심을 갖게 할 수 있다면, 그들은 음악을 좋아하는 경향이 있습니다. 제가 만들고자 하는 것은 30대의 키턴과 채플린입니다."

## 사생활
오설리반은 의도적으로 그의 경력의 절정기에 데이트를 피했고, 그는 그렇게 하는 것이 그의 작곡 능력을 억제할 것이라고 두려워했다. 1980년 1월 오설리반은 노르웨이인 여자친구 아세 브레케와 결혼했다. 그 해 말, 두 딸 중 첫째인 헬렌마리가 태어났다. 타라는 2년 후에 태어났다.
그는 현재 저지섬에 살고 있다.

## 음반 목록
- Himself
- Back to Front
- I'm a Writer, Not a Fighter
- A Stranger in My Own Back Yard
- Southpaw
- Off Centre
- Life & Rhymes
- In the Key of G
- Sounds of the Loop